# مارک آلموند
مارک آلموند (به انگلیسی: Marc Almond) (زاده ۹ ژوئیهٔ ۱۹۵۷) خواننده، ترانه‌سرا و موسیقی‌دان انگلیسی است. او بیشتر در سبک‌های سینث‌پاپ و موسیقی موج نو فعالیت کرده و بیش از ۳۰ میلیون نسخه از آثارش به‌فروش رفته است.